# Benjamin Kololli
Benjamin Kololli  född 15 maj 1992 i Aigle i Schweiz är en schweizisk-Kosovoalbansk fotbollsspelare (mittfältare) som spelar för den schweiziska klubben Zürich.